# Mutějovice
Mutějovice település Csehországban, Rakovníki járásban. Mutějovice Kounov, Domoušice, Nesuchyně, Třeboc, Milostín, Hředle és Krupá településekkel határos. Lakosainak száma 838 fő (2024. január 1.).

## Népesség
A település lakosságának változását az alábbi diagram mutatja:
| Lakosok száma | 1093 | 1199 | 1534 | 1135 | 822  | 759  | 786  | 808  | 810  | 838  |
|               | 1869 | 1890 | 1921 | 1950 | 1980 | 2001 | 2017 | 2019 | 2022 | 2024 |